# Something for All of Us...
Albums de Brendan Canning
Spirit If...
(2007)
Someting For All Us... est le premier album de Brendan Canning, un des cofondateurs de Broken Social Scene, sorti en 2008. 
Cet album est le deuxième de la série Broken Social Scene Presents, qui met en avant l'œuvre personnelle d'un des membres du Broken Social Scene, assisté par l'ensemble. L'album de Kevin Drew, Spirit If..., sorti un an plus tôt, était le premier de cette série.

## Liste des titres
| No  | Titre                                        | Durée |
| --- | -------------------------------------------- | ----- |
| 1.  | Something for All of Us                      | 5:34  |
| 2.  | Chameleon                                    | 4:52  |
| 3.  | Hit the Wall                                 | 4:51  |
| 4.  | Snowballs & Icicles                          | 2:49  |
| 5.  | Churches Under the Stairs                    | 4:20  |
| 6.  | Love Is New                                  | 4:07  |
| 7.  | Antique Bull                                 | 3:43  |
| 8.  | All the Best Wooden Toys Are Made in Germany | 2:53  |
| 9.  | Possible Grenade                             | 4:40  |
| 10. | Been at It So Long                           | 5:09  |
| 11. | Take Care, Look Up                           | 5:17  |